# Hyman Minsky
Pour les articles homonymes, voir Minsky.
Hyman Minsky, né le 23 septembre 1919 à Chicago et mort le 24 octobre 1996, est un économiste américain s'inscrivant dans le courant de pensée post-keynésienne. Il est connu pour ses études portant sur les crises financières et leur lien avec le cycle économique. Sans avoir fait école, ses analyses ont exercé une importante influence sur ce courant de pensée. Ses analyses ont par ailleurs trouvé un écho plus large, jusque dans les milieux de la finance. 

## Biographie
Hyman Minsky est le fils de deux militants socialistes. Son père était membre de la section juive du Socialist Party à Chicago, et avait quitté la Russie à la suite du soulèvement de 1905. Il étudie d'abord à l'Université de Chicago, où il obtient un bachelor de mathématiques en 1941, puis s'oriente vers l'économie. À Chicago, il est marqué par les travaux d'Oskar Lange, d'Henry Simons de Jacob Viner et de Frank Knight. Durant l'été 1942, il travaille pour W. Leontief à Harvard, où il reste pour poursuivre ses études. De 1943 à 1946, il va travailler pour l'armée américaine en Europe. Il retourne ensuite à Harvard et fait sa thèse sous la direction de J. Schumpeter, puis après la mort de celui-ci, de Wassily Leontief. Il obtient son doctorat en 1954
Minsky s'est initié à la pensée de J.M. Keynes à travers la lecture de A Treatise of Probability où Keynes étudie la prise de décision dans un contexte incertain. De 1949 à 1957, Minsky enseigne à l'Université Brown puis de 1957 à 1965 à l'université de Berkeley. De 1965 à sa retraite, Hyman Minsky est professeur d'économie à l'Université Washington de Saint-Louis. Au cours de l'année universitaire 1969-1970, il prend une année sabbatique à l'Université de Cambridge, où il rencontre Joan Robinson et Frank Horace Hahn. 
À partir de 1990, il prend sa retraite de l'enseignement et devient chercheur au Levy Economics Institute de Bard College, où il travaille jusqu'à sa mort. En 1996, il reçoit le prix Veblen-Commons, décerné par l'Association pour l'économie évolutionniste.

## Théories
Minsky a proposé une théorie reliant les fragilités des marchés financiers, avec l'apparition de comportements spéculatifs et la créations de bulles endogènes. Lors d'une situation de croissance, la trésorerie des firmes augmente.  Alors, une "exubérance irrationnelle" s'empare des agents. En d'autres termes, un grand nombre d'agents vont s'endetter pour réaliser des investissements, en espérant que leurs revenus futurs seront suffisants pour rembourser leur dette. Néanmoins, si les performances réelles des investissements sont plus basses que les prévisions, un grand nombre d'agents auront une dette qu'il ne pourront pas rembourser. Durant un certain temps, le prix des actifs monte et les investisseurs continuent de s'endetter. En effet, les contreparties de leur endettement sont leurs actifs (immobilier ou d'actions) dont le prix grimpe continuellement. Ainsi, les prêteurs sont incités à accorder des prêts, car ils anticipent une montée des prix des actifs qui permettront aux emprunteurs de rembourser leur dette. 
Alors, vient ce que l'on appelle le  « moment Minsky ». À un moment donné (moment qui n'est pas prédictible), certains investisseurs surendettés vont vendre leurs actifs afin de face à leur besoin de liquidité. Comme il y a vente d'une quantité non négligeable d'actifs, le prix desdits actifs va baisser. Alors, les expectations de certains investisseurs vont changer. Au lieu d'anticiper une hausse du prix des actifs, ils vont anticiper une baisse. Alors ces investisseurs vont également vendre leurs actifs afin de se prémunir d'une baisse future. Cette vente fera baisser le prix des actifs d'autant plus. On voit bien le mécanisme  déclenchant une spirale de baisse auto-entretenue du prix de ces actifs et un assèchement de la liquidité. À la fin tous les investisseurs vont chercher à se débarrasser de leurs actifs à n'importe quel prix, sans trouver preneur. Le prix des actifs (c'est-à-dire la richesse des investisseurs) chutera. Néanmoins, la valeur de leurs dettes restera inchangée.  Ces investisseurs sont donc insolvables et la dette générée sera détruite ce qui signifie une destruction de monnaie i.e. une déflation. Ainsi, ce qui est une crise financière (la ruine d'un certain nombre d'investisseurs) devient une crise économique. 
Sachant cela, Minsky, dans Stabilizing an Unstable Economy (1986), est l'hypothèse de l’instabilité financière. Selon lui, la stabilité engendre l'instabilité, le capitalisme lui-même se déséquilibrant intrinsèquement. Se lassant de profits modérés, les investisseurs, en période de croissance, commencent à prendre des risques plus élevés, mettant en péril la stabilité du système. Dès lors, seule une régulation financière peut permettre de limiter la spéculation et de prolonger une croissance stable.

## Œuvres
- « Monetary Systems and Accelerator Market Changes », American Economics Review, 1957.
- « Central Banking and Money Market Changes », Quaterly Journal of Economics 1957,
- « Can "It" Happen Again? », 1982, in Carson, editor, Banking and Monetary Studies.
- « Longer Waves in Financial Relations: Financial factors in more severe depressions », 1964, AER.
- « The Modeling of Financial Instability: An introduction », 1974, Modelling and Simulation.
- John Maynard Keynes, 1975. éd. Columbia University Press
- Stabilizing an Unstable Economy, 1986
- « Structure financière : endettement et crédit » dans  Keynes aujourd'hui : Théories et politiques, Alain Barrère (dir.), éd. Economica.